# Kutno (rejon wilejski)
Kutno (biał. Кутнае; ros. Кутное) – dawna wieś. Tereny, na których leżała, znajdują się obecnie na Białorusi, w obwodzie mińskim, w rejonie wilejskim, w sielsowiecie Dołhinów.
Wieś zlikwidowana w 2018 roku

## Historia
W czasach zaborów w powiecie wilejskim, w guberni wileńskiej Imperium Rosyjskiego.
W latach 1921–1945 wieś leżała w Polsce, w województwie wileńskim, w powiecie wilejskim, w gminie Dołhinów.
Według Powszechnego Spisu Ludności z 1921 roku zamieszkiwało tu 47 osób, 12 było wyznania rzymskokatolickiego a 35 prawosławnego. Jednocześnie 12 mieszkańców zadeklarowało polską a 35 białoruską przynależność narodową. Było tu 9 budynków mieszkalnych. W 1931 w 9 domach zamieszkiwało 56 osób.
Wierni należeli do parafii rzymskokatolickiej w Dołhinowie i prawosławnej w Milczy. Miejscowość podlegała pod Sąd Grodzki w Dołhinowie i Okręgowy w Wilnie; właściwy urząd pocztowy mieścił się w Dołhinowie.
W wyniku napaści ZSRR na Polskę we wrześniu 1939 miejscowość znalazła się pod okupacją sowiecką. 2 listopada została włączona do Białoruskiej SRR. Od czerwca 1941 roku pod okupacją niemiecką. W 1944 miejscowość została ponownie zajęta przez wojska sowieckie i włączona do Białoruskiej SRR.
Do 1973 roku w składzie sielsowietu Milcza.
Od 1991 roku w składzie niepodległej Białorusi.